# Tennessee Ridge
Tennessee Ridge est une municipalité américaine située dans le comté de Houston au Tennessee.
Selon le recensement de 2010, Tennessee Ridge compte 1 368 habitants. La municipalité s'étend sur 3,71 milles carrés (9,61 km2), dont une infime partie se trouve dans le comté voisin de Stewart : 0,01 mille carré (0,03 km2).
Tennessee Ridge est une municipalité depuis 1960. Son nom associe un élément géographique local (« ridge » signifie « crête ») au nom de l'État.